# 281 Dywizja Strzelecka (ZSRR)
281 Dywizja Strzelecka (ros. 281-я стрелковая дивизия) – związek taktyczny (dywizja) Armii Czerwonej.
Sformowana w 1941 w związku z niemieckim atakiem na ZSRR. Broniła Leningradu, walczyła też pod Wyborgiem. Następnie przerzucona do Polski, wyzwoliła Pułtusk i Malbork. Wojnę zakończyła w Niemczech.